# أبغرم خورغو (أيسين)
أبغرم خورغو (بالفارسية: ابگرم خورگو) هي مستوطنة تقع في إيران في قسم أيسين الريفي. يقدر عدد سكانها بـ 0 نسمة بحسب إحصاء 2016.